# PULL UP!
『PULL UP!』（プルアップ）は、Hey! Say! JUMPの10枚目のオリジナル・アルバム。2023年12月6日にジェイ・ストームから発売された。

## リリース
前作『FILMUSIC!』から約1年4か月ぶりのアルバムで、初回限定盤1（CD+DVD / CD+Blu-ray）、初回限定盤2（CD+DVD / CD+Blu-ray）、通常盤（CDのみ）の3仕様で発売された。
タイトルには「引き上げる、躍進する」という意味があり、次のステップへ日々飛躍していくことをテーマに掲げ、20周年に向けて結成17年目の自分たちを一層引き上げていこうという思いが込められている。タイトルを含め、今回は有岡が中心となって選曲などを進め、コンセプトが強めだった『Fab! -Music speaks.-』『FILMUSIC!』という過去2作に対し、今回はバラエティに富んだ、今の等身大のHey! Say! JUMPに向けて書き下ろされた楽曲を多数収録したジャンルレスなアルバムが制作された。12月23日からは本作を引っ提げてのコンサートツアー『Hey! Say! JUMP LIVE TOUR 2023→2024 PULL UP!』が開催された。
グループの公式YouTubeチャンネルでは、今回のために撮り下ろされたスペシャルパフォーマンスを3夜連続で配信。12月6日21:00に「キミノミカタ」、7日22:30に「だいすきなきみへ」、8日22:30に「Evans Knot」が公開された。

## 特典・仕様
- 初回限定盤1・2 - 透明スリーブ仕様、外付け歌詞フォトブックレット（36P）封入[10]
- 通常盤 - 24P歌詞ブックレット封入[10]

### 17年目もPULL UP! いつもありがとうキャンペーン
初回限定盤1と初回限定盤2を同時に購入し、それぞれに封入されている用紙に記載されているシリアルコード、計2つを期間内にサイトに登録した人の中から抽選で「イベントJUMP賞」と「お家にJUMP賞」が当たるキャンペーンを実施。
イベントJUMP賞
- 2024年2月21日、東京都内某所、1000人参加
- 2024年2月25日、大阪府内某所、800人参加

お家にJUMP賞
- オリジナル・グループアクリルスタンド - 3090名

PULL UP!賞（参加賞）
応募1口につきスペシャル動画コンテンツ9種の中から1種類が視聴可能。

## 収録曲
クレジット出典

### CD
1. DEAR MY LOVER
作詞：YUUKI SANO / 作曲：YUUKI SANO、野口大志 / 編曲：遠藤ナオキ
  - 33rdシングル「DEAR MY LOVER/ウラオモテ」の1曲目
  - 山田涼介出演 TBS系火曜ドラマ『王様に捧ぐ薬指』主題歌
2. Ready to Jump
作詞・作曲・編曲：SO-SO
  - 1st Digital EP「P.U!」収録曲
3. Dirty Innocence
作詞・作曲・編曲：Atsushi Shimada、坂室賢一
4. ときめくあなた
作詞・作曲：川谷絵音 / 編曲：川谷絵音、A.G.O
5. そっと鏡にキスをした
作詞・作曲：橋本絵莉子 / 編曲：橋本絵莉子、Base Ball Bear
6. ウラオモテ
作詞：YUUKI SANO / 作曲：YUUKI SANO、野口大志 / 編曲：野口大志、坂室賢一
  - 33rdシングルの2曲目
  - 山田涼介主演 フジテレビ系水10ドラマ『親愛なる僕へ殺意をこめて』主題歌
7. Tiki Don
作詞：Fennec / 作曲：GINPEI、Fennec / 編曲：GINPEI
8. まだ切らない
作詞：久保卓人 / 作曲：久保卓人、齋藤奏太 / 編曲：PARKGOLF
9. それぞれ。
作詞・作曲：Kaoru / 編曲：Kazuhiro Yamahara、Chang-crane
  - 1st Digital EP収録曲
  - 伊野尾慧出演 テレビ朝日系 火9ドラマ『家政夫のミタゾノ』第6シリーズ主題歌
10. あの日の夢を見させてよ
作詞・作曲：Uru / 編曲：Laptop Symphony
11. キミノミカタ
作詞・作曲：野田愛実 / 編曲：Hiromu
12. だいすきなきみへ
作詞・作曲・編曲：竹縄航太
  - 1st Digital EP収録曲
  - NHK『みんなのうた』2023年10 - 11月放送楽曲
13. PULL UP
作詞：辻村有記 / 作曲・編曲：辻村有記、伊藤賢
14. Evans Knot（通常盤のみ収録）
作詞・作曲：YUUKI SANO、柳川陽香 / 編曲：遠藤ナオキ
15. please, 'Q'uickly!（通常盤のみ収録）
作詞：伊沢拓司、石野将樹、森慎太郎、湯川英 / 作曲・編曲：たなかひろかず

### DVD/Blu-ray

#### 初回限定盤1
- 「Ready to Jump」Music Video（Member only ver.）
- 「Ready to Jump」Making of Music Video
- 「Ready to Jump」Bonus Short Video
- 「Ready to Jump」Dance Practice

#### 初回限定盤2
- 「PULL UP TV!」[10]
アルバムのために作られたバラエティ&パフォーマンスの特別番組[11]。番組内では二人三脚借り物競争やイヤホンガンガンゲームなど、メンバーがミニゲームに挑戦[10]。番組内では「PULL UP」「あの日の夢を見させてよ」「DEAR MY LOVER」も歌唱[10]。

## チャート成績
初週199,895枚を売り上げ、12月18日付のオリコン週間アルバムランキングで初登場1位を獲得。11作連続・通算11作目のアルバム1位となった。